# Gerhard Mischke
Gerhard Mischke (* 25. Dezember 1898 in Kiel; † 4. September 1987 auf Burg Lahneck) war ein deutscher Richter und Verwaltungsjurist in Hessen.

## Leben
Mischke war Sohn des Vizeadmirals Robert Mischke und Larissa, geb. Simon (1876–1946). Noch im Ersten Weltkrieg diente er 1917/18 in der Kaiserlichen Marine, zuletzt als Fähnrich zur See. Er begann an der Philipps-Universität Marburg Rechtswissenschaft zu studieren und wurde am 31. Januar 1920 im Corps Teutonia zu Marburg recipiert. Als Inaktiver wechselte er an die Rheinische Friedrich-Wilhelms-Universität Bonn. Er bestand 1922 das Referendarexamen und wurde 1925 in Marburg zum Dr. iur. promoviert. Nachdem er 1927 das zweite juristische Staatsexamen und die Assessorprüfung bestanden hatte, war er von 1928 bis 1933 an Amtsgerichten tätig. Nach einem Auslandsurlaub wechselte er von der Rechtspflege in die Verwaltung von Hessen-Nassau. 1933 wurde er kommissarisch Landrat im Kreis Westerburg, 1934 Regierungsvizepräsident im Regierungsbezirk Wiesbaden. Seit 1. Dezember 1936, mit Ernennung vom 16. Juni 1937, leitete Mischke als Regierungspräsident den Regierungsbezirk Koblenz bis zum Ende des Zweiten Weltkrieges. Zudem wirkte er mit Kriegsbeginn vom 1. September 1939 bis zum 30. Juni 1940 als Vertreter des Chefs der Zivilverwaltung im westlichen Operationsgebiet des Heeres.
Während der Weimarer Republik trat Mischke 1929 der DNVP bei. Bereits zum 1. Mai 1930 wechselte er zur NSDAP (Mitgliedsnummer 239.888), er schloss sich später der Allgemeinen SS an (SS-Nummer 289.212). Im Juni 1943 wurde er zum SS-Brigadeführer ernannt. Mischke wirkte vom 15. März 1943 bis zum Tag der bedingungslosen Kapitulation der Wehrmacht als Führer des SS-Abschnitts XI (Koblenz). Von 1945 bis 1948 war er in US-amerikanischer Internierung. Als Miteigentümer verwaltete er anschließend die Burg Lahneck. Er war verheiratet und hatte zwei Söhne.